# 이동진 (1960년)
이동진(李東秦. 1960년 9월 8일~)은 대한민국의 정치인이다. 민선5·6·7기 서울 도봉구청장이다. 종교는 천주교(세례명: 스테파노)이며, 전라북도 정읍에서 출생하였다.

## 학력
- 1973년~1976년: 배영중학교 졸업
- 1976년~1979년: 전주고등학교 졸업
- 1980년~1995년: 고려대학교 영문학 학사

## 경력
- 1998년 7월~2002년 6월: 제5대 서울특별시의원
- 2003년 8월~2004년 3월: 국회의원 김근태 보좌관
- 2004년 3월~2005년 2월: 남서울대학교 겸임교수
- 2010년 1월~2010년 5월: 민주당 부대변인
- 민주당 서울특별시당 상무위원
- 2010년 7월~2022년 6월: 제23~25대 민선 5~7기 서울특별시 도봉구청장(3선)
- 2012년 5월~2014년 6월: 서울특별시 동북4구발전협의회 의장
- 2016년 10월: 목민관클럽 상임대표
- 2017년 11월: 한국열린사이버대학교 석좌교수
- 2018년 9월~2019년 12월: 유니세프 아동친화도시추진 지방정부협의회 회장
- 2018년 10월~2020년 6월: 혁신교육지방정부협의회 회장
- 2019년 8월~2020년 7월: 지속가능발전 지방정부협의회 회장
- 2020년 7월~2021년 6월: 서울특별시 구청장 협의회 회장
- 2020년 6월~2022년 5월: 한국 인권도시협의회 회장
- 2020년 11월~2022년 6월: 자치분권지방정부 협의회 회장
- 2020년 9월~2021년 7월: 전국시장·군수·구청장협의회 상임부회장
- 2021년 9월~2022년 6월: 민주당 전국기초단체장 협의회 회장
- 2022년 9월~현재: 신한대학교 석좌교수
- 2020년 12월~현재: 자치분권대학 총장

## 전과
- 국가보안법위반: 징역 1년, 집행유예 2년, 자격정지 1년 - 1990년 2월 5일 선고[1]

## 역대 선거 결과
|  | 56.56% |

|  | 47.59% |

|  | 27.93% |

|  | 50.34% |

|  | 52.26% |

|  | 66.87% |